# Skomorochy Stare (gmina)
Gmina Skomorochy Stare – dawna gmina wiejska funkcjonująca w latach 1941–1944 pod okupacją niemiecką w Polsce. Siedzibą gminy były Skomorochy Stare.
Gmina Skomorochy Stare została utworzona przez władze hitlerowskie z terenów okupowanych przez ZSRR w latach 1939–1941, należących przed wojną do gmin Konkolniki (zniesionej) i Bołszowce (nie zniesionej) w powiecie rohatyńskim w woj. stanisławowskim. Gmina weszła w skład powiatu brzeżańskiego (Kreishauptmannschaft Brzeżany), należącego do dystryktu Galicja w Generalnym Gubernatorstwie. W skład gminy wchodziły miejscowości: 1) z dawnej gminy Konkolniki – Bybło, Chochoniów, Dytiatyn, Jabłonów, Konkolniki, Podszumlańce, Skomorochy Stare, Słoboda Konkolnicka, Zagórze Konkolnickie; 2) z dawnej gminy Bołszowce – Herbutów, Kurów, Skomorochy Nowe i Żelibory.
Po wojnie obszar gminy wszedł w struktury administracyjne ZSRR.
Zobacz też: gmina Skomorochy